# Shane Drake
Shane C. Drake là một đạo diễn video âm nhạc người Mỹ đến từ Redding, California. Anh đã đạo diễn video âm nhạc của nhiều nghệ sĩ khác nhau trong đó có Trivium, Paramore, Fall Out Boy, Panic! at the Disco, Angels & Airwaves, Flo Rida, Timbaland, Avril Lavigne, Kelly Clarkson, Blindside, The Red Jumpsuit Apparatus, The Almost, Hawthorne Heights, Subseven...
Trước khi trở thành một đạo diễn video âm nhạc, Drake đã dành nhiều thời gian để làm công việc chỉnh sửa phim và quay phim với nhiều ban nhạc trong đó có Poison the Well, Deftones, Thursday... Hiện tại, anh dành phần lớn thời gian của mình trong việc làm đạo diễn. Đến năm 2006, anh đã đạo diễn hơn 50 video âm nhạc và đồng sản xuất 3 bộ phim. Anh hiện đang là chủ của Red Van Pictures Lưu trữ ngày 15 tháng 2 năm 2006 tại Wayback Machine, một công ty sản xuất đặt trụ sở tại Los Angeles.

## Giải thưởng
Năm 2006, Drake nhận được Giải thưởng Video Âm nhạc của MTV cho Video của Năm cho video âm nhạc "I Write Sins Not Tragedies" của ban nhạc Panic! at the Disco do anh làm đạo diễn.
Năm 2007, nhận được giải thưởng MTV Đĩa đơn của Năm cho video âm nhạc "The Way I Are" của Timbaland. Năm 2008, anh nhận được đề cử ở Giải thưởng Video Âm nhạc của MTV cho Hướng đi Xuất sắc Nhất và Video nhạc Pop xuất sắc Nhất cho video "Nine in the Afternoon" của Panic! at the Disco và Giải thưởng Video Âm nhạc của MTV cho Video nhạc Rock Xuất sắc Nhất cho hai video "Crushcrushcrush" của Paramore và "Beat It" của Fall Out Boy. Đến năm 2009, Drake tiếp tục nhận được đề cử Giải thưởng Video Âm nhạc của MTV cho Video nhạc Rock Xuất sắc Nhất cho video âm nhạc "Decode" của Paramore từ album nhạc phim Chạng Vạng. Năm 2012, anh nhận được đề cử Giải thưởng Video Âm nhạc của MTV cho Video Âm nhạc với Thông điệp Xuất sắc Nhất cho video "Dark Side" của Kelly Clarkson.

## Danh sách video âm nhạc

### 2004
- Fall Out Boy - "Saturday"
- Hawthorne Heights - "Ohio Is For Lovers"
- mewithoutYou - "January 1979"
- Silverstein - "Smashed Into Pieces"
- Number One Gun - "The Starting Line"

### 2005
- Paramore - "Pressure"
- My American Heart - "The Process"
- Blindside - "Fell In Love With The Game"
- Trivium - "A Gunshot to the Head of Trepidation"
- Still Remains - "The Worst Is Yet To Come"
- The Audition - "You've Made Us Conscious"
- June - "Patrick"
- Between The Buried And Me- "Alaska"

### 2006
- Showbread - "Oh! Emetophobia!"
- Mewithoutyou - "Nice And Blue (Part 2)"
- Gia Farrell - "Hit Me Up"
- Trick Daddy hợp tác với Chamillionaire - "Bet That"
- Head Automatica - "Lying Through Your Teeth"
- Less Than Jake -"The Rest Of My Life"
- Gym Class Heroes - "The Queen And I"
- Paramore - "Emergency"
- An Angle - "Green Water"
- Moneen - "If Tragedy's Appealing, Then Disaster's An Addiction"
- Needtobreathe - "You Are Here"
- Panic! at the Disco - "But It's Better If You Do"
- Panic! at the Disco - "I Write Sins Not Tragedies"
- Jonezetta - "Get Ready (Hot Machete)"

### 2007
- The Red Jumpsuit Apparatus - "False Pretense"
- Paramore - "Misery Business"
- The Almost - "Southern Weather"
- The Rocket Summer - "So Much Love"
- Say Anything - "Wow, I Can Get Sexual Too"
- The Almost - "Say This Sooner"
- The Higher - "Insurance?"
- The Cheetah Girls - "So This Is Love"
- New Years Day - "I Was Right"
- Timbaland hợp tác với D.O.E & Keri Hilson - "The Way I Are"
- Angels & Airwaves - "Everything's Magic"
- The Red Jumpsuit Apparatus - "Your Guardian Angel"
- Paramore - "crushcrushcrush"
- Plain White T's - "Our Time Now"
- Paul Van Dyk - "Let Go"

### 2008
- Panic! at the Disco - "Nine in the Afternoon"
- Forever the Sickest Kids - "Whoa Oh! (Me vs. Everyone)"
- Fall Out Boy hợp tác với John Mayer - "Beat It"
- Flo Rida hợp tác với will.i.am - "In The Ayer"
- Shwayze - "Corona & Lime"
- Plain White T's - "Natural Disaster"
- Paramore - "Decode"

### 2009
- Madina Lake - "Never Take Us Alive"
- Flo Rida hợp tác với Wynter Gordon - "Sugar"
- Darius Rucker - "History in the Making"
- The Almost - "Lonely Wheel"
- The Almost - "Hands"
- Honor Society - "Over You"

### 2010
- Laura Bell Bundy - "Giddy On Up"
- Papa Roach - "Kick in the Teeth"
- Panic! At The Disco - "The Ballad of Mona Lisa"
- Drive A - "Revolt"
- Drive A - "Let's Have A Wreck"
- Panic! At The Disco - "The Overture"

### 2011
- Avril Lavigne - "Smile"
- Panic! At the Disco - "Ready to Go (Get Me Out of My Mind)"
- Brantley Gilbert - "Country Must Be Country Wide"
- Paramore - "Monster"
- Dappy - No Regrets
- Scotty McCreery - "I Love You This Big"
- Justin Moore - "Bait a Hook"
- Kelly Clarkson - "Stronger (What Doesn't Kill You)"

### 2012
- Daughtry - "Outta My Head"
- Kelly Clarkson - "Dark Side"
- Three Days Grace - "Chalk Outline"
- Little Big Town - "Tornado"[2]
- Brantley Gilbert - "More Than Miles"